# Silvestro Lega
Silvestro Lega (* 8. Dezember 1826 in Modigliana; † 21. November 1895 in Florenz) war ein italienischer Maler des Realismus.

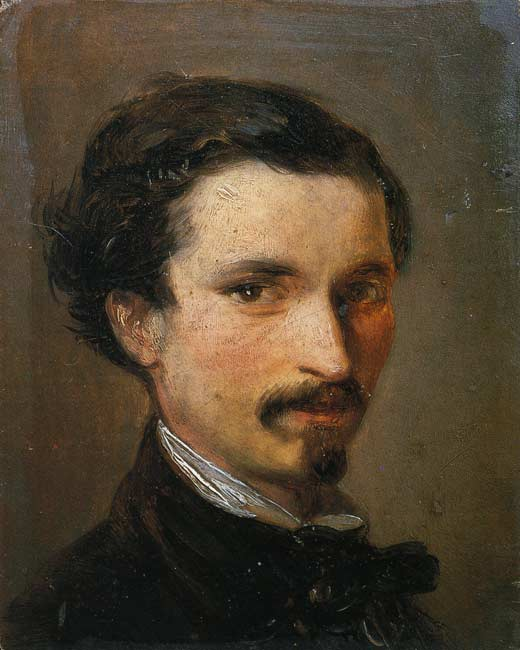
Selbstbildnis 1861

## Leben
Lega stammte aus wohlhabender Familie und studierte 1843 bis 1847 an der Accademia di Belle Arti in Florenz. Als glühender Anhänger von Giuseppe Garibaldi und des Pater Giovanni Verità (1807–1885) nahm er an den Unabhängigkeitskämpfen 1848/49 teil (Schlacht von Curtatone und Montanara). Danach setzte er sein Studium in Florenz bei Antonio Ciseri fort.
Er machte sich einen Namen durch großformatige Bilder wie den Ungläubigen Thomas im Ospitale Civico in Modigliania (1858). Den Macchiaioli, einer Gruppe Florentiner Maler, die die akademische Malerei ablehnten, schloss er sich relativ spät 1861 an. 1863 malte er im Oratorium der Kirche Madonna del Cantone in Modigliani die Lünetten Pest, Hunger, Krieg, Erdbeben. Danach schloss er sich enger den Macchiaioli an (besonders auf Vermittlung von Telemaco Signorini) und malte wie diese Landschafts- und Genrebilder im Freien. Sie waren dabei Gäste der Familie Batelli in Pergentina. In den 1870er Jahren trafen ihn mehrere Schicksalsschläge. Zunächst starben Virginia Batelli und ihre Brüder, 1876 ging seine Kunsthandlung (die er mit dem Maler Odoardo Borrani besaß) bankrott und um 1880 bekam er ein Augenleiden. Er lebte fünf Jahre bei seinem Schüler Tommasi in Bella Riva und ab 1886 bei der Familie Bandini in Poggiopoiano al Gabbro bei Livorno. Er war verarmt und vereinsamt und litt an Magenkrebs, blieb aber weiter als Maler aktiv.

## Galerie

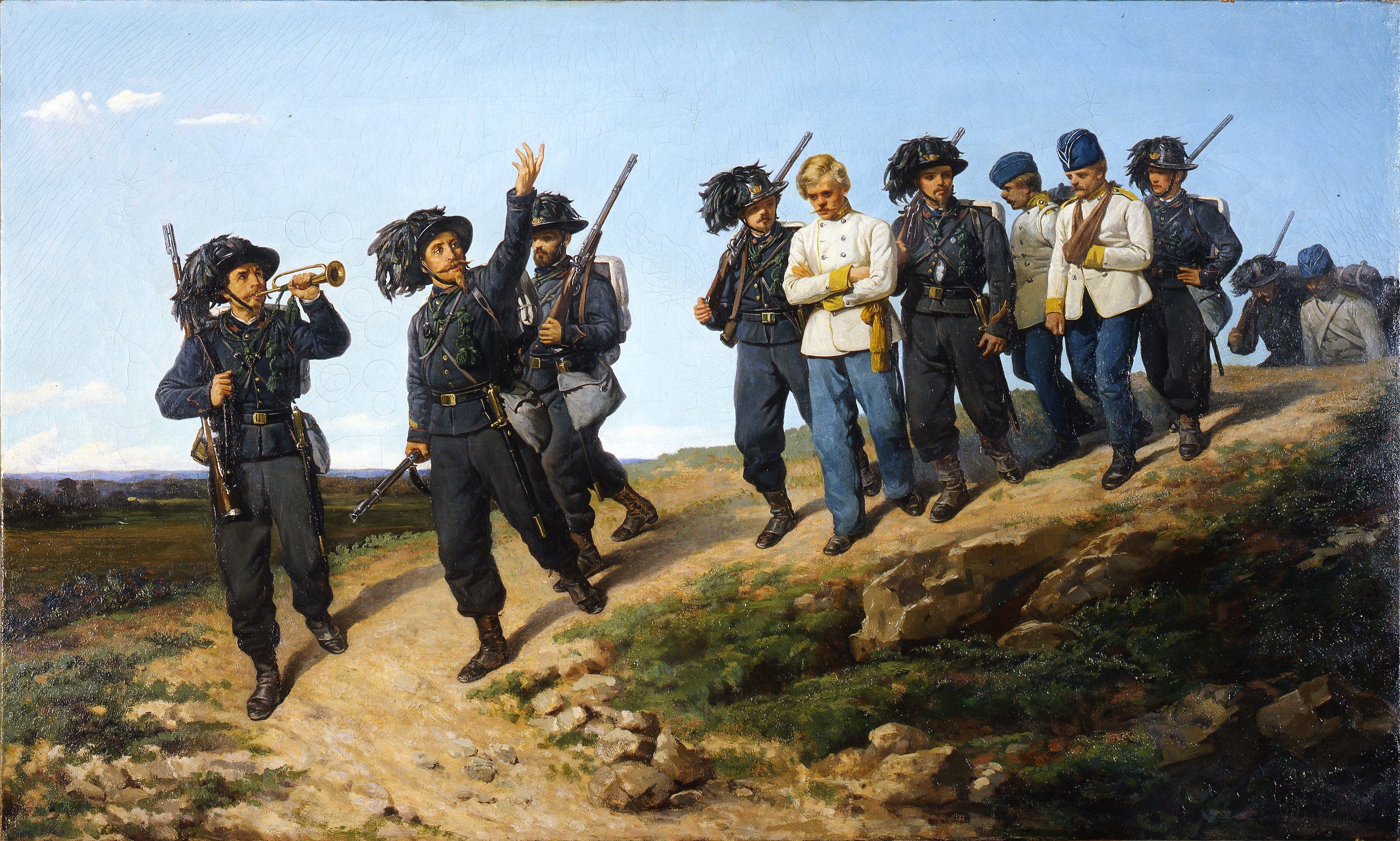
Rückkehr der Bersaglieri von einer Erkundung, 1861
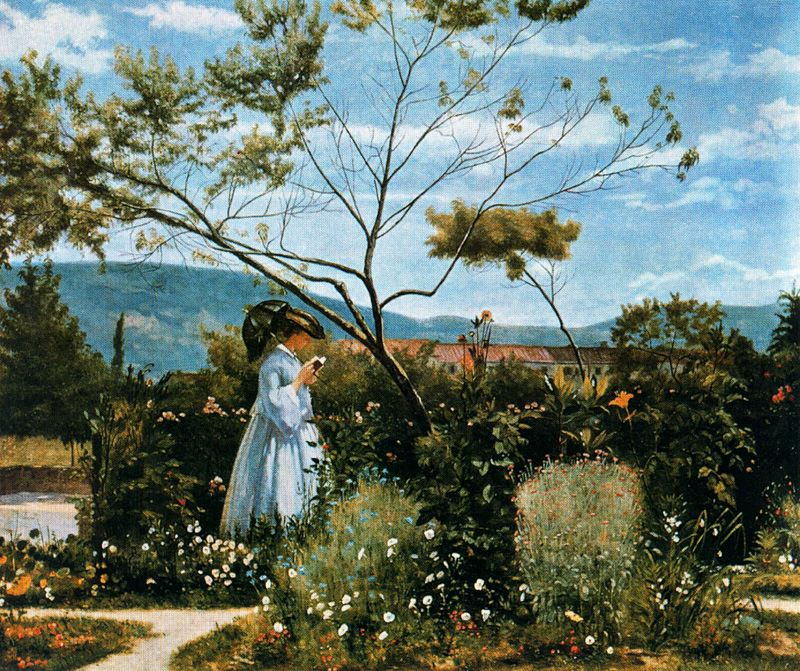
Tra i fiori del giardino, 1862
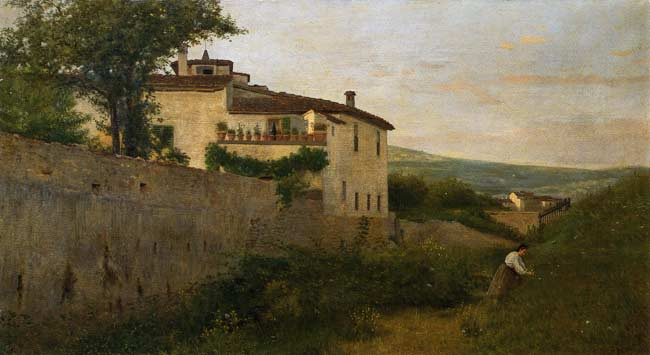
Szene in Piagentina, 1863
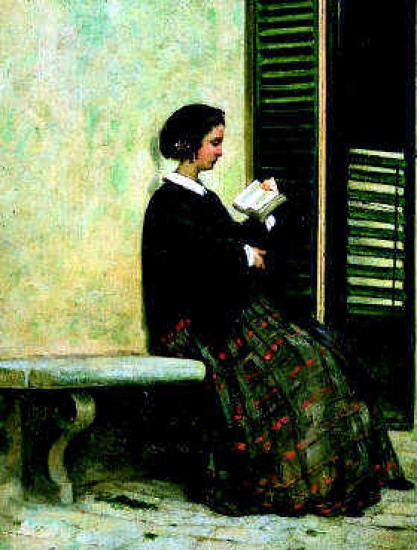
La lettura, 1864
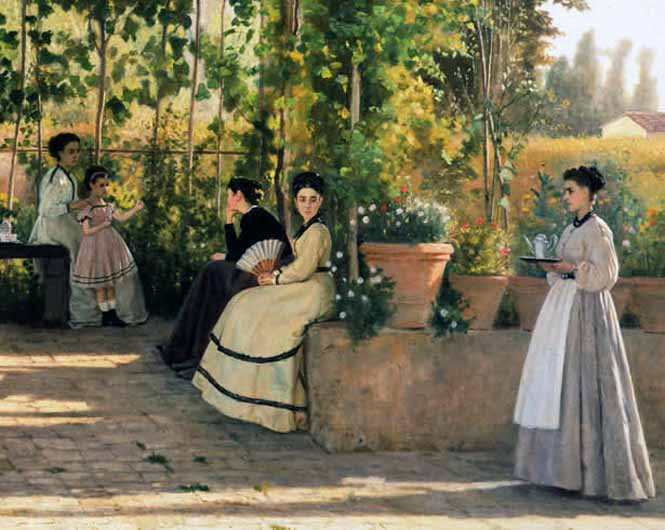
La Pergola, 1868
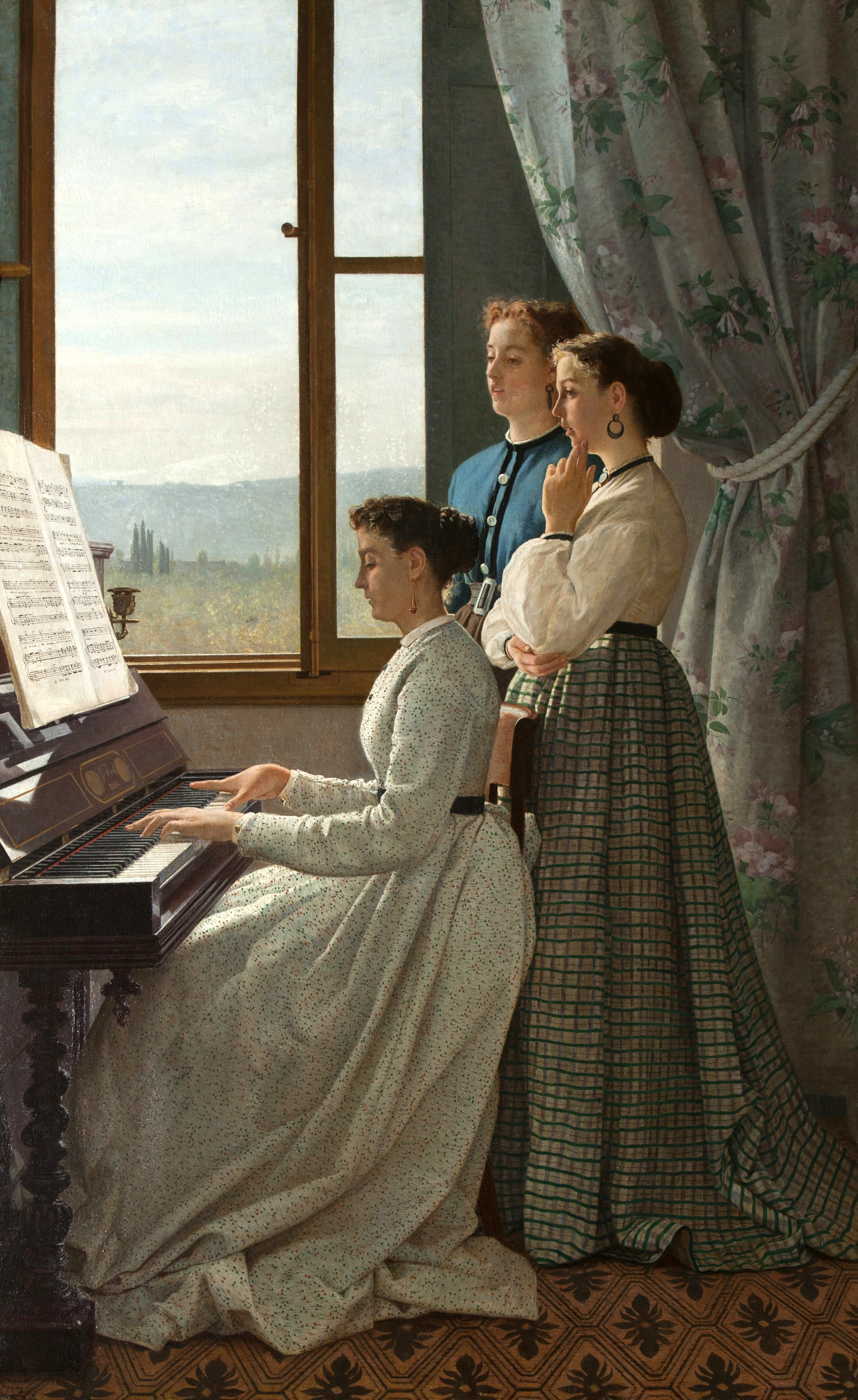
Il canto di uno stornello, 1868
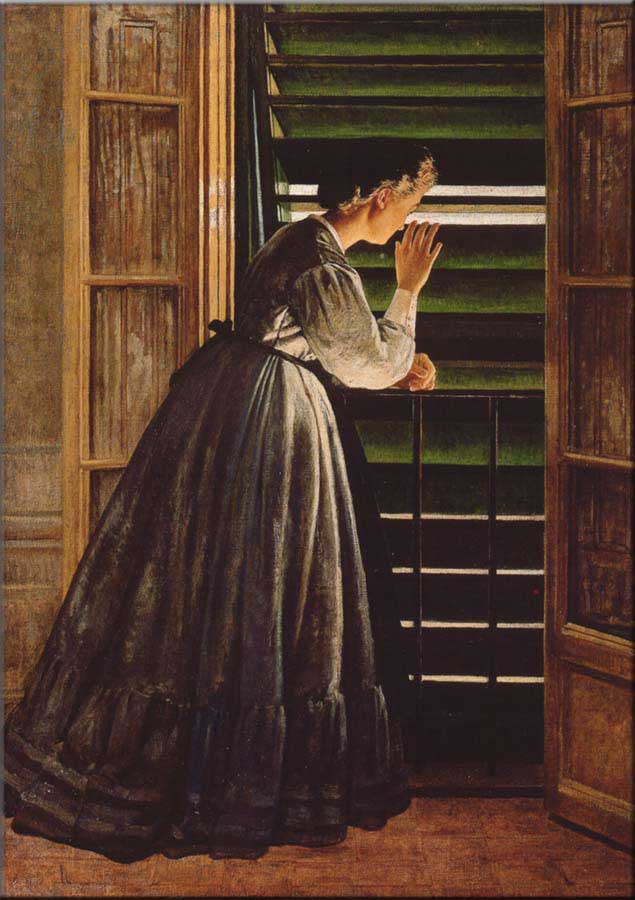
Die Neugierige, ca. 1869
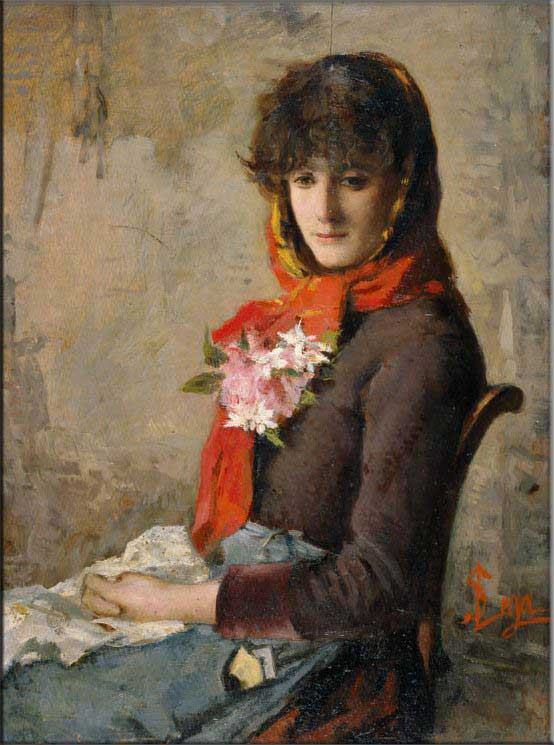
Ragazza di Crespina, ca. 1870
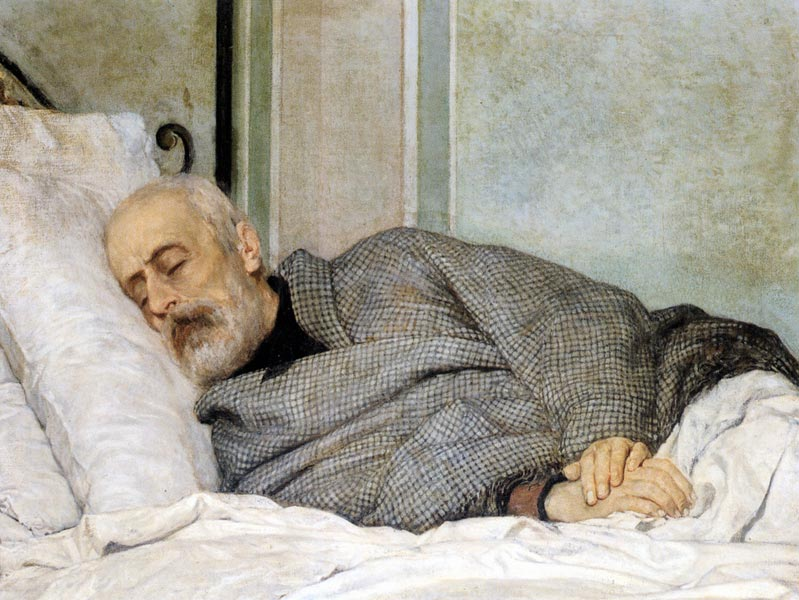
Der sterbende Giuseppe Mazzini, 1873
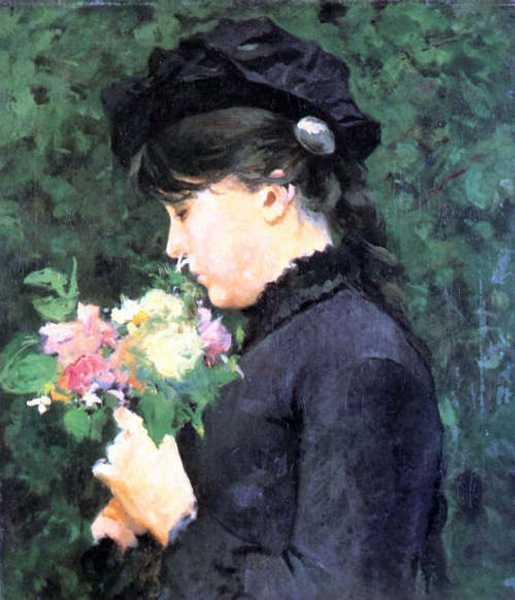
Eleonora Tommasi, 1881
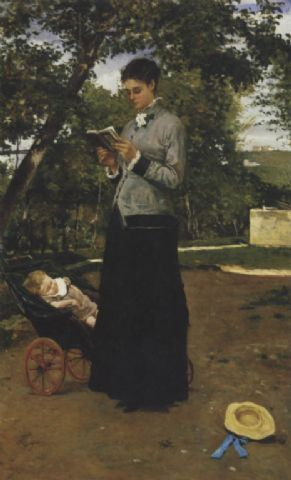
Schlaf der Unschuld, ca. 1882
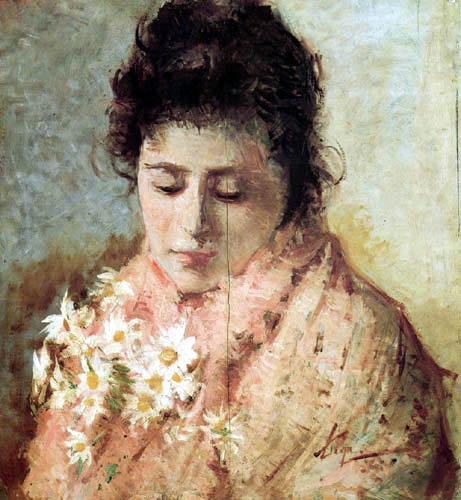
Porträt einer Dame, 1882
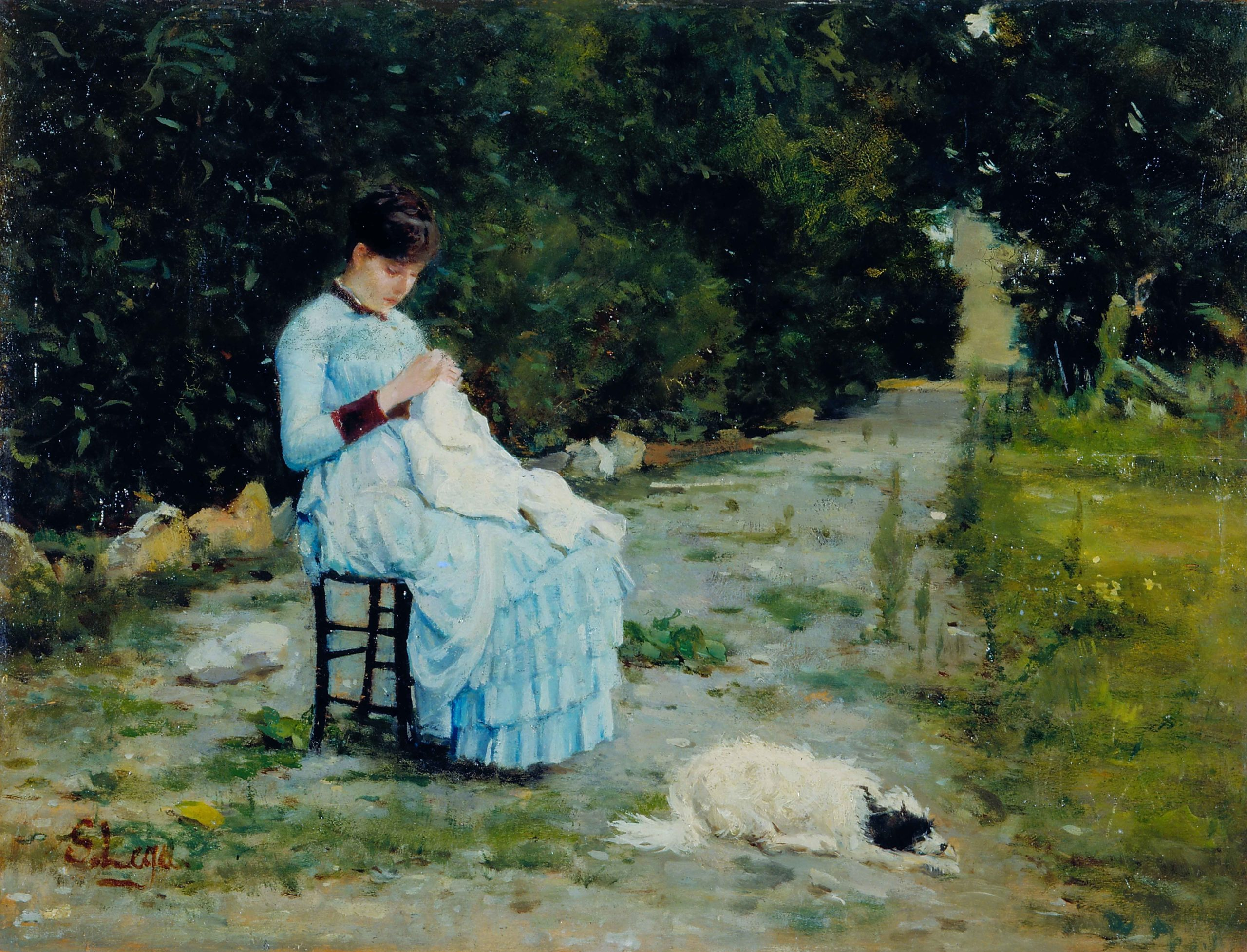
In giardino, 1883
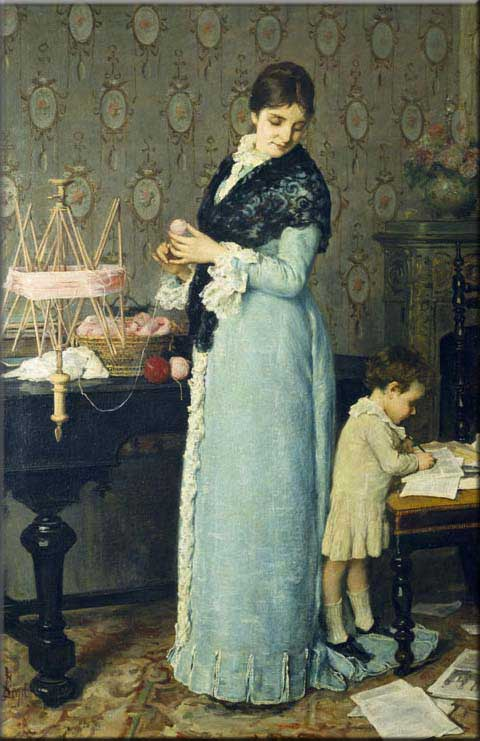
Die Mutter, 1884
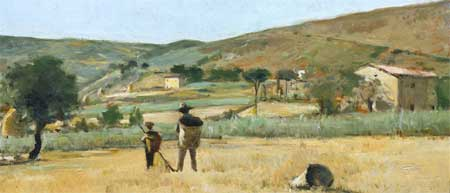
Bauern in Gabbro, ca. 1888
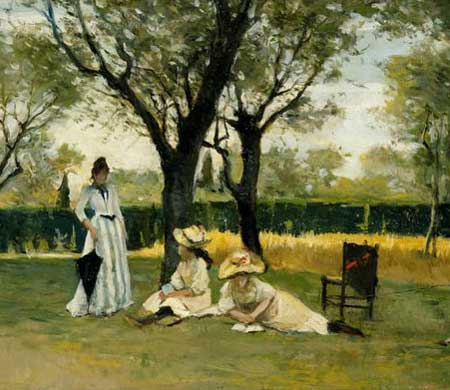
Alla villa di Poggio Piano, 1888–89

## Porträts

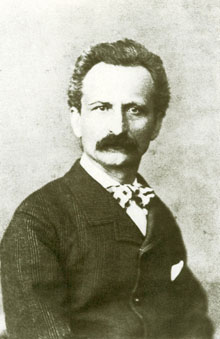
Silvestro Lega
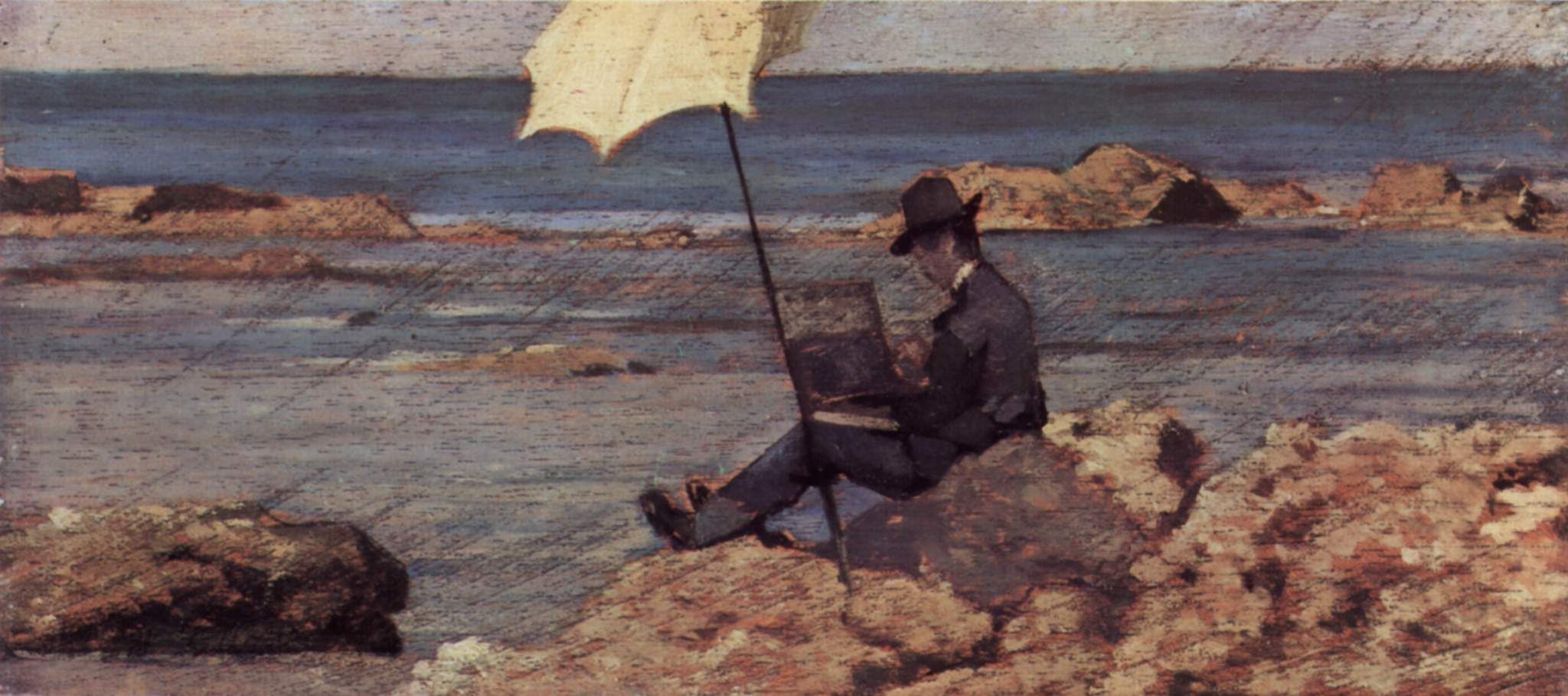
Lega beim Malen von Giovanni Fattori